# 安迪·西達里斯
安德魯·威廉·西達里斯（英語：Andrew William Sidaris，1931年2月20日—2007年3月7日），美國男導演、製片人及編劇。西達里斯自1960年代起執導體育電視轉播，之後於1985年至1998年創作了成功的B級片——「子彈、爆破與寶貝」（Bullets, Bombs, and Babes）系列，並在當中引用《花花公子》玩伴女郎和《閣樓》寵物為主角。2014年，其中一部電影《落霞征雁》（1987年）被《Paste》雜誌評為史上最佳B級片。

## 早年
安德魯·威廉·西達里斯生於伊利諾州芝加哥，父母是第一代希臘移民。他在路易斯安那州什里夫波特長大，就讀當地C·E·伯德高中時曾擔任美式足球隊中衛和四分衛。1955年畢業於南方卫理公会大学，取得演講和戲劇文學學士學位。

## 職業生涯

### 電視
西達里斯1950年展開了電視事業，在德克薩斯州達拉斯的WFAA擔任舞台監督，六個月後晉升為導演。1959年，他搬到加利福尼亞州洛杉磯，在體育頻道ESPN on ABC工作，同時開始在1960年指導AFL橄欖球比賽轉播。西達里斯也執導了1961年週一足球夜比賽的首次電視轉播《體育大世界》，以及美国广播公司（ABC）對每屆奧運會的報導，從格勒諾布爾的1964年冬季奧運會到卡加利的1988年冬季奧運會；藉此從中贏得了多項艾美獎。
在執導ABC的大学美式橄榄球比赛時，西達里斯首創了所謂的「甜心鏡頭」（honey shot），即在體育賽事的看台上拍攝競技啦啦隊隊員和迷人女球迷的特寫鏡頭。他也是在體育轉播中運用即時重播、慢動作重播及分割畫面視圖的先驅。
西達里斯1970年代中期進入電視劇本領域，執導了《警網鐵金剛》與《哈迪男孩》等節目。

### 電影
1969年，西達里斯執導了紀錄片《賽車場景》，成為他的電影處女作；與以往的紀錄片不同，他在車內來拍攝賽車比賽。1970年，勞勃·阿特曼聯繫西達里斯，協助拍攝《風流軍醫俏護士》（1970年）中的美式足球比賽。但西達里斯在首訪中透露，他的工作遠遠超出了技術顧問的簡單框架，對此次拍攝留下了不好的回憶。包括親自負責準備拍攝地點並搭景，但最終卻在片尾職員表中未獲得署名。
1973年，開始嘗試執導劇情長片的西達里斯帶來了剝削電影《風流女神探》。本片由羅傑·柯曼共同出資，在該案上只投入了微薄的預算（3.75萬美元，電影成本的一半），並讓西達里斯負責一切事務。西達里斯需要一名外型亮眼又不害怕色情場面的女孩，於是找來《花花公子》中心版的前任女郎安妮·藍道爾當主角；此舉成為西達里斯日後拍電影的經驗。本片不太成功，導致西達里斯一度回到電視界，但結識了製片人阿琳（Arlene），兩人結婚，阿琳成為他未來導演生涯的忠實支持者。1979年，西達里斯帶來了下一部執導電影《密令七杀手》，電影在夏威夷拍攝，好讓西達里斯藉此機會玩樂。他與妻子成立了馬里布灣電影（Malibu Bay Films）公司，同時繼續為電視台工作以維持收支平衡。
正值影帶市場的興起，西達里斯意識到影帶B級片的商機，於是自1985年的《馬里布激情快遞》起，開始拍攝一連串同類型且隱約相互關聯的電影——「子彈、爆破與寶貝」（Bullets, Bombs, and Babes，簡稱Triple B）系列。Triple B系列的共通點包括低成本製作、異國風情、輕鬆愉快的氛圍，劇情大多圍繞在名為「LETHAL」（Legion to Ensure Total Harmony and Law，確保和諧與法律軍團）的特務組織對抗犯罪份子，中途時不時安插裸露鏡頭及性愛戲。主角為身材姣好並持槍的《花花公子》玩伴女郎及《閣樓》寵物，以及肌肉發達的男性搭檔。參演過復數電影的演員包括唐娜·史派兒（Dona Speir）、霍普·瑪麗·卡爾頓（Hope Marie Carlton）、辛西亞·布里姆霍爾、羅貝塔·瓦斯奎茲（Roberta Vasquez）和茱莉·史特蘭。
妻子阿琳則負責財務和行政方面的工作，而他們的兒子德魯·克里斯汀（Drew Christian）則負責帶領第二攝製組並負責空中戲的拍攝。西達里斯在德克薩斯州和路易斯安那州設有由專門技術人員組成的小團隊。
1990年代中期，影音市場疲軟，《重返野蠻灘》（1998年）成為西達里斯的最後一部作品，花了三年時間製作。在DVD普及後，他的電影因獨特的風格在網上受到少部粉絲的邪典追捧，使他本人開始考慮重出江湖，將Triple B系列延續下去。西達里斯還曾主動提出在同事吉姆·懷諾斯基的《赤裸死亡习作》（The Bare Wench Project，2000年）中演出。西達里斯在2007年去世之前，編寫著第13部Triple B電影《夏威夷戰區》（Battle Zone: Hawaii）的劇本。
西達里斯電影的常客都對其工作環境讚賞有加，如史特蘭曾坦言與該導演的合作是自己的美好回憶之一。

## 私生活
西達里斯與阿琳育有三個孩子：德魯（Drew）、亞歷克斯（Alexa）和史黛西（Stacey）。一家人住在加利福尼亞州比佛利山。西達里斯2007年3月7日死於喉癌，享壽76歲。

## 作品列表

### 電影
| 年份 | 標題                  | 職位                   | 附註                                           |
| ---- | --------------------- | ---------------------- | ---------------------------------------------- |
| 1969 | 《賽車場景》          | 導演                   |                                                |
| 1970 | 《風流軍醫俏護士》    | 美式足球編排           | 未掛名                                         |
| 1973 | 《風流女神探》        | 導演、監製、編劇       |                                                |
| 1976 | 《二分鐘警告》        | 演員                   | 角色：「電視導演」                             |
| 1979 | 《密令七杀手》        | 導演、演員             | 角色：「坐在人行道上的白帽男」（未掛名）       |
| 1985 | 《馬里布激情快遞》    | 導演、監製、編劇、演員 | 角色：「溫尼貝戈的男人」（未掛名）             |
| 1987 | 《落霞征雁》          | 導演、編劇、演員       | 角色：「電視導演懷蒂」（未掛名）               |
| 1988 | 《諜網先鋒》          | 導演、編劇、演員       | 角色：「懷蒂」（未掛名）                       |
| 1989 | 《暴力海灘》          | 導演、監製、編劇、演員 | 角色：「肖恩航空斷路器無線電操作員」（未掛名） |
| 1990 | 《美女特工隊》        | 導演、編劇             |                                                |
| 1991 | 《生死關頭》          | 導演、編劇、演員       | 角色：「穿著圍裙的餐廳老闆」（未掛名）         |
| 1992 | 《夏威夷冷艷特工》    | 導演、監製、編劇、演員 | 角色：「夏威夷機場的粉紅短褲男」（未掛名）     |
| 1993 | 《島嶼決戰》          | 導演、編劇             |                                                |
| 1993 | 《執法女先鋒》        | 執行製片人、演員       | 角色：「迪克森大廳裡的男人」（未掛名）         |
| 1994 | 《執法女先鋒2》       | 執行製片人、演員       | 角色：「更衣室的法醫調查員」（未掛名）         |
| 1996 | 《勇士之日》          | 導演、編劇             |                                                |
| 1998 | 《重返野蠻灘》        | 導演、編劇             |                                                |
| 2000 | 《赤裸死亡习作》（The Bare Wench Project）  | 演員                   | 角色：「迪克·比格迪基安」                      |
| 2001 | 《赤裸死亡習作2》（The Bare Wench Project 2: Scared Topless） | 演員                   | 角色：「迪克·比格迪基安」                      |
| 2002 | 《赤裸死亡习作3》（The Bare Wench Project 3: Nymphs of Mystery Mountain） | 演員                   | 角色：「迪克·比格迪基安」                      |

### 電視
| 年份      | 標題                                                    | 職位 | 附註          |
| --------- | ------------------------------------------------------- | ---- | ------------- |
| 1961–1971 | 《體育大世界》                                          | 導演 | 2集           |
| 1961–1964 | 《阿拉卡扎姆魔法之地》                                  | 導演 | 4集           |
| 1965      | 《ABC出品美國職棒大聯盟冠軍賽》（ABC Presents Major League Championship Baseball）                     | 導演 |               |
| 1968      | 《第十九屆夏季奥林匹克运动会》                          | 導演 | 電視特輯      |
| 1970      | 《週一足球夜》                                          | 導演 |               |
| 1970      | 《世界重量級冠軍之戰：穆罕默德·阿里vs.奧斯卡·博納維納》 | 導演 | 電視特輯      |
| 1975      | 《警網鐵金剛》                                          | 導演 | 1集           |
| 1976      | 《双子男人》                                            | 導演 | 1集           |
| 1977      | 《哈迪男孩》                                            | 導演 | 1集           |
| 1980      | 《1980年普萊西德湖：第十三屆冬季奧運會》                | 導演 | 迷你節目；1集 |

## 外部連結
- 官方网站
- 安迪·西達里斯在互联网电影资料库（IMDb）上的資料（英文）